# Maximus Bejenuță
Maximus Bejenuță este un kickboxer profesionist din Republica Moldova, cunoscut pentru performanțele sale în disciplina K-1. Este legitimat la clubul sportiv Garuda din Chișinău și a reprezentat cu succes Republica Moldova în competiții internaționale.

## Carieră
Bejenuță a început să practice kickboxingul de la o vârstă fragedă, remarcându-se prin stilul său tehnic și agresiv. Sub îndrumarea antrenorului Vitalie Sochirca, a evoluat rapid în cariera sa sportivă.
În septembrie 2022, a obținut o victorie prin KO în fața lui Scrob Alexandr la Turneul Profesionist de Kickboxing FEA KOK. În decembrie același an, a câștigat meciul împotriva lui Dimitriu Victor la Turneul Profesionist de Kickboxing Garuda Absolute Leadership.
În mai 2023, Bejenuță și-a apărat cu succes centura de campion  în cadrul unei gale de kickboxing desfășurate la Chișinău.
În noiembrie 2024, a câștigat medalia de aur la Campionatul Mondial de Kickboxing WKF desfășurat la Alicante, Spania, în proba K-1, contribuind la cele 11 medalii de aur obținute de naționala Moldovei.
- Campion mondial WAKO Pro (2024)
- Campion intercontinental WAKO Pro (2024), (2022)
- Campion mondial WKF Pro (2024)
- Campion GALA WORLD (2023)
- Campion european la Muay Thai IFMA
- Vicecampion european IFMA (2018)
- Finalist și medaliat la Campionatele Europene și Mondiale WAKO

## Educație și activitate academică
Maximus Bejenuță a urmat studii în domeniul sportului la Universitatea de Stat de Educație Fizică și Sport din Moldova (USEFS), specializându-se în Antrenament Sportiv. De asemenea, a studiat la Universitatea „Dunărea de Jos” și la Academia Militară „Ștefan cel Mare”, unde a absolvit catedra militară.
Bejenuță este student al Universității de Stat de Educație Fizică și Sport din Moldova. A participat la conferințe științifice și a coautorat un studiu important privind dietele echilibrate în obținerea de mari performanțe în kickboxing.

## Activitate profesională
În paralel cu activitatea competițională, Bejenuță activează ca antrenor în cadrul clubului sportiv Fight Club Garuda, unde coordonează grupe de sportivi, atât copii, cât și adulți. Se concentrează pe dezvoltarea performanței prin disciplină și educație sportivă.

## Distincții și realizări
- Diplomă de Onoare acordată de Ministerul Educației, Culturii și Cercetării al Republicii Moldova
- Best Balkan Fighter (2020)
- Triplu campion republican la kickboxing și Muay Thai
- Câștigător al Cupei Primarului (2021, 2022, 2023, 2024)
- Dublu câștigător al Cupei Primarului (2021–2022)
- Finalist la Winter Camp, Spring Camp, Summer Camp și Autumn Camp (2022–2025)
- Finalist la Seminarul aniversar al FAS – 30 de ani